# Lynn Hunt
Lynn Avery Hunt (Panama, 16 novembre 1945) è una storica e scrittrice statunitense. È la titolare della cattedra Eugen Weber di Storia Moderna Europea all'Università di California a Los Angeles (UCLA).

## Biografia
Nata a Panama, è cresciuta a Saint Paul, in Minnesota. Specialista della Rivoluzione francese, Lynn Hunt è anche conosciuta per i suoi studi sulla storia della cultura europea, ed in particolare per gli studi di genere. 
Nel 2007 ha pubblicato l'opera Inventing Human Rights, tradotta in italiano nel 2010 con il titolo "La forza dell'empatia. Una storia dei diritti dell'uomo".
Nel 2002 è stata Presidente della American Historical Association.

## Pubblicazioni
Sui Diritti Umani
- Inventing Human Rights: A History (2007)

Sulla Rivoluzione Francese
- Revolution and Urban Politics in Provincial France (1978)
- The Failure of the Liberal Republic in France, 1795-1799: The Road to Brumaire, coauthored with David Lansky and Paul Hanson in The Journal of Modern History Vol. 51, No. 4, December 1979.
- Politics, Culture, and Class in the French Revolution (1984)
- The Family Romance of the French Revolution (1992)
- On Historical Method and Epistemology
- The New Cultural History (1989)
- Telling the Truth about History (1994)
- Histories: French Constructions of the Past (1995)
- Beyond the Cultural Turn (1999)
- La storia culturale nell'età globale, Edizioni ETS, Pisa, 2010

Manuali
- The Making of the West: Peoples and Cultures (2005)
- Liberty, equality, fraternity: exploring the French Revolution [book, CD, and website] (2001)

Lynn Hunt ha anche pubblicato testi sulla storia dell'erotismo e della pornografia, tra cui The Invention of Pornography: Obscenity and the Origins of Modernity, 1500–1800 (Princeton University Press, 1993).